# نماز ظهر
نماز ظهر یا نماز پیشین دومین نماز از نمازهای پنجگانه‌ای که روزانه بر مسلمانان واجب شده‌است.
در این نماز قرائت حمد و سوره‌ها آهسته است. این نماز چهار رکعت است. در روزهای جمعه، نماز جمعه به جای نماز ظهر خوانده می‌شود. در هنگام مسافرت، نماز ظهر کوتاهتر خوانده می‌شود یعنی به جای چهار رکعت، دو رکعت خوانده می‌شود. زمان نماز ظهر، هنگامی است که خورشید نیمه راه را از طلوع تا غروب طی کرده‌است.

## جدول ساعتی
| روز خورشیدی | روز میلادی | ظهر   | روز خورشیدی | روز میلادی | ظهر   | روز خورشیدی | روز میلادی | ظهر   |
| --- | ---------- | ----- | ----------- | ---------- | ----- | ----------- | ---------- | ----- |
| ۱ فروردین | ۲۱ مارس    | ۱۲:۰۷ | ۷ شهریور    | ۲۹ اوت     | ۱۲:۰۱ | ۲۰ آذر      | ۱۱ دسامبر  | ۱۱:۵۳ |
| ۵ فروردین | ۲۵ مارس    | ۱۲:۰۶ | ۱۰ شهریور   | ۱ سپتامبر  | ۱۲:۰۰ | ۲۲ آذر      | ۱۳ دسامبر  | ۱۱:۵۴ |
| ۸ فروردین | ۲۸ مارس    | ۱۲:۰۵ | ۱۳ شهریور   | ۴ سپتامبر  | ۱۱:۵۹ | ۲۴ آذر      | ۱۵ دسامبر  | ۱۱:۵۵ |
| ۱۲ فروردین | ۱ آوریل    | ۱۲:۰۴ | ۱۶ شهریور   | ۷ سپتامبر  | ۱۱:۵۸ | ۲۶ آذر      | ۱۷ دسامبر  | ۱۱:۵۶ |
| ۱۵ فروردین | ۴ آوریل    | ۱۲:۰۳ | ۱۹ شهریور   | ۱۰ سپتامبر | ۱۱:۵۷ | ۲۸ آذر      | ۱۹ دسامبر  | ۱۱:۵۷ |
| ۱۹ فروردین | ۸ آوریل    | ۱۲:۰۲ | ۲۲ شهریور   | ۱۳ سپتامبر | ۱۱:۵۶ | ۳۰ آذر      | ۲۱ دسامبر  | ۱۱:۵۸ |
| ۲۲ فروردین | ۱۱ آوریل   | ۱۲:۰۱ | ۲۵ شهریور   | ۱۶ سپتامبر | ۱۱:۵۵ | ۲ دی        | ۲۳ دسامبر  | ۱۱:۵۹ |
| ۲۶ فروردین | ۱۵ آوریل   | ۱۲:۰۰ | ۲۸ شهریور   | ۱۹ سپتامبر | ۱۱:۵۴ | ۴ دی        | ۲۵ دسامبر  | ۱۲:۰۰ |
| ۳۱ فروردین | ۲۰ آوریل   | ۱۱:۵۹ | ۳۰ شهریور   | ۲۱ سپتامبر | ۱۱:۵۳ | ۶ دی        | ۲۷ دسامبر  | ۱۲:۰۱ |
| ۵ اردیبهشت | ۲۵ آوریل   | ۱۱:۵۸ | ۲ مهر       | ۲۴ سپتامبر | ۱۱:۵۲ | ۸ دی        | ۲۹ دسامبر  | ۱۲:۰۲ |
| ۱۲ اردیبهشت | ۲ مه       | ۱۱:۵۷ | ۵ مهر       | ۲۷ سپتامبر | ۱۱:۵۱ | ۱۰ دی       | ۳۱ دسامبر  | ۱۲:۰۳ |
| ۲۴ اردیبهشت | ۱۴ مه      | ۱۱:۵۶ | ۸ مهر       | ۳۰ سپتامبر | ۱۱:۵۰ | ۱۲ دی       | ۲ ژانویه   | ۱۲:۰۴ |
| ۵ خرداد | ۲۶ مه      | ۱۱:۵۷ | ۱۱ مهر      | ۳ اکتبر    | ۱۱:۴۹ | ۱۴ دی       | ۴ ژانویه   | ۱۲:۰۵ |
| ۱۳ خرداد | ۳ ژوئن     | ۱۱:۵۸ | ۱۵ مهر      | ۷ اکتبر    | ۱۱:۴۸ | ۱۷ دی       | ۷ ژانویه   | ۱۲:۰۶ |
| ۱۸ خرداد | ۸ ژوئن     | ۱۱:۵۹ | ۱۸ مهر      | ۱۰ اکتبر   | ۱۱:۴۷ | ۱۹ دی       | ۹ ژانویه   | ۱۲:۰۷ |
| ۲۳ خرداد | ۱۳ ژوئن    | ۱۲:۰۰ | ۲۲ مهر      | ۱۴ اکتبر   | ۱۱:۴۶ | ۲۲ دی       | ۱۲ ژانویه  | ۱۲:۰۸ |
| ۲۸ خرداد | ۱۸ ژوئن    | ۱۲:۰۱ | ۲۷ مهر      | ۱۹ اکتبر   | ۱۱:۴۵ | ۲۴ دی       | ۱۴ ژانویه  | ۱۲:۰۹ |
| ۱ تیر | ۲۲ ژوئن    | ۱۲:۰۲ | ۴ آبان      | ۲۶ اکتبر   | ۱۱:۴۴ | ۲۷ دی       | ۱۷ ژانویه  | ۱۲:۱۰ |
| ۶ تیر | ۲۷ ژوئن    | ۱۲:۰۳ | ۱۲ آبان     | ۳ نوامبر   | ۱۱:۴۳ | ۳۰ دی       | ۲۰ ژانویه  | ۱۲:۱۱ |
| ۱۱ تیر | ۲ ژوئیه    | ۱۲:۰۴ | ۲۰ آبان     | ۱۱ نوامبر  | ۱۱:۴۴ | ۴ بهمن      | ۲۴ ژانویه  | ۱۲:۱۲ |
| ۱۷ تیر | ۸ ژوئیه    | ۱۲:۰۵ | ۲۶ آبان     | ۱۷ نوامبر  | ۱۱:۴۵ | ۹ بهمن      | ۲۹ ژانویه  | ۱۲:۱۳ |
| ۲۵ تیر | ۱۶ ژوئیه   | ۱۲:۰۶ | ۱ آذر       | ۲۲ نوامبر  | ۱۱:۴۶ | ۲۲ بهمن     | ۱۱ فوریه   | ۱۲:۱۴ |
| ۴ مرداد | ۲۶ ژوئیه   | ۱۲:۰۷ | ۴ آذر       | ۲۵ نوامبر  | ۱۱:۴۷ | ۷ اسفند     | ۲۶ فوریه   | ۱۲:۱۳ |
| ۱۴ مرداد | ۵ اوت      | ۱۲:۰۶ | ۷ آذر       | ۲۸ نوامبر  | ۱۱:۴۸ | ۱۲ اسفند    | ۳ مارس     | ۱۲:۱۲ |
| ۲۱ مرداد | ۱۲ اوت     | ۱۲:۰۵ | ۱۰ آذر      | ۱ دسامبر   | ۱۱:۴۹ | ۱۷ اسفند    | ۸ مارس     | ۱۲:۱۱ |
| ۲۶ مرداد | ا۱۷ وت     | ۱۲:۰۴ | ۱۳ آذر      | ۴ دسامبر   | ۱۱:۵۰ | ۲۱ اسفند    | ۱۲ مارس    | ۱۲:۱۰ |
| ۳۱ مرداد | ۲۲ اوت     | ۱۲:۰۳ | ۱۵ آذر      | ۶ دسامبر   | ۱۱:۵۱ | ۲۴ اسفند    | ۱۸ مارس    | ۱۲:۰۹ |
| ۳ شهریور | ۲۵ اوت     | ۱۲:۰۲ | ۱۷ آذر      | ۸ دسامبر   | ۱۱:۵۲ | ۲۸ اسفند    | ۱۹ مارس    | ۱۲:۰۸ |
| جدول فوق ظهر نصف‌النهاری تابع مبدأ زمان جهانی است. ساعت ظهر محلی، حاصل تفاضل زمانی نصف‌النهار محلی از نصف‌النهار ساعتی است (هر درجه ۴دقیقه ساعتیست). برای نمونه نصف‌النهار ساعتی ایران طول ۵۲٫۵ درجه شرقی است و تهران ۵۱٫۴ درجه شرقی؛ ظهر تهران ۴ دقیقه و ۲۴ ثانیه از جدول فوق دیرتر می‌باشد. |            |       |             |            |       |             |            |       |